# Andrzej Nowakowski (polonista)
Andrzej Janusz Nowakowski (ur. 17 listopada 1952 w Mielcu) – dr polonistyki, nauczyciel akademicki na Wydziale Polonistyki Uniwersytetu Jagiellońskiego, fotograf, dyrektor wydawnictwa Universitas.

## Życiorys
W 1976 ukończył studia na Wydziale Filologicznym Uniwersytetu Jagiellońskiego. W tym samym rozpoczął pracę na macierzystej uczelni, w 1984 obronił pracę doktorską Z dziejów rozwoju symbolizmu. Arnold Böcklin w poglądach i poezji Młodej Polski napisaną pod kierunkiem Tomasza Weissa. Od 1984 był tam zatrudniony jako adiunkt, od 2002 jako starszy wykładowca. W 1993 został dyrektorem Towarzystwa Autorów i Wydawców Prac Naukowych „Universitas”, w 2003 prezesem Stowarzyszenia Autorów i Wydawców „Polska Książka”, a w 2009 dyrektorem generalnym.
W 2000 został pełnomocnikiem Ministra Kultury do spraw organizacji polskiego wystąpienia w roli gościa honorowego na Targach Książki Frankfurt 2000 i komisarzem wystawy „Kultura polska poprzez książkę”, a trzy lata później pełnomocnikiem Ministra Kultury do spraw organizacji polskiego wystąpienia w roli gościa honorowego na Targach Książki w Bolonii, także komisarzem tej wystawy. Od 2003 pełnomocnik Ministra kultury do spraw książki i czytelnictwa.
W okresie czerwiec-grudzień 2003 był wiceprezesem Instytutu Adama Mickiewicza oraz szefem Krakowskiego Oddziału IAM, w latach 2004–2005 dyrektorem narodowego Instytutu Książki z siedzibą w Krakowie, a w latach 2001–2003 prezesem Polskiej Izby Książki.
Jego zdjęcia zostały opublikowane w kilku albumach. W 2009 roku przy pomocy specjalnego wysięgnika i sztucznego oświetlenia wykonał zdjęcia Ołtarza Mariackiego (w sumie ok. 6 tysięcy). Fotografie te zostały opublikowane w kalendarzu ściennym na rok 2010, Kalendarzu fotografa 2011, 20. tomie serii Historia sztuki („Biblioteka Gazety Wyborczej”) i albumie Blask. Ołtarz Mariacki Wita Stwosza.

## Publikacje
Autor:
- Arnold Böcklin: chwała i zapomnienie, Kraków: Universitas, 1994, ISBN 83-7052-118-5.

Fotografie:
- Sąd. Sąd ostateczny Hansa Memlinga, Kraków 2016: Universitas, ISBN 97883-242-3002-0; 978-83-7982-139-6; 978-83-63185-41-1
- Poza horyzontem zdarzeń. Auschwitz, Kraków 2015, ISBN 97883-242-2694-8
- Skarb. Kopalnia soli „Wieliczka”, Kraków 2013: Universitas, ISBN 978-83-242-2278-0
- Blask. Ołtarz Mariacki Wita Stwosza, Kraków: Universitas, 2011, ISBN 978-83-242-1264-4.
- Historia sztuki, tom 20: Suplement. Ołtarz Mariacki Wita Stwosza, Biblioteka Gazety Wyborczej, 2011, ISBN 978-83-62095-60-5.
- Kalendarz fotografa 2011, Kraków: Universitas, 2010, ISSN 2080-7546.
- Kalendarz 2010. Wit Stwosz. Ołtarz Mariacki, Kraków: Universitas, 2009, ISBN 978-83-242-1256-9.
- Collegium Maius Uniwersytetu Jagiellońskiego. Sfery i cienie, Kraków: Universitas, 2009, ISBN 978-83-242-0932-3 (współautor: Stanisław Waltoś).
- Gołębnik. Polonistyka. Uniwersytet Jagielloński, Kraków: Universitas, 2007, ISBN 978-83-242-0774-9 (współautor: Andrzej Romanowski).
- Powiększenie. Nowy Cmentarz Żydowski w Krakowie, Kraków: Universitas, 2006, ISBN 83-242-0784-8.
- Sławomir Mrożek, Kraków: Universitas, 2005, ISBN 83-242-0581-0.

## Nagrody
- 2001: Doroczna Nagroda Ministra Kultury i Dziedzictwa Narodowego (wspólnie z Albrechtem Lemppem) – za promowanie kultury polskiej na świecie
- 2004: kawaler Orderu Sztuki i Literatury
- 2004: Srebrny Krzyż Zasługi
- 2005: Srebrny Medal „Zasłużony Kulturze – Gloria Artis”
- marzec 2006: Krakowska Książka Miesiąca za album Sławomir Mrożek
- październik 2011: Krakowska Książka Miesiąca za album Blask. Ołtarz Wita Stwosza
- 2019: Nagroda Miasta Krakowa[4]